# 83号美国国道
83号美国国道（英語：U.S. Route 83）是一条南北方向的美国国道。该公路连接了德克萨斯州布朗斯维尔和北达科他州韦斯特霍普，全长1,894英里。